# Smetana

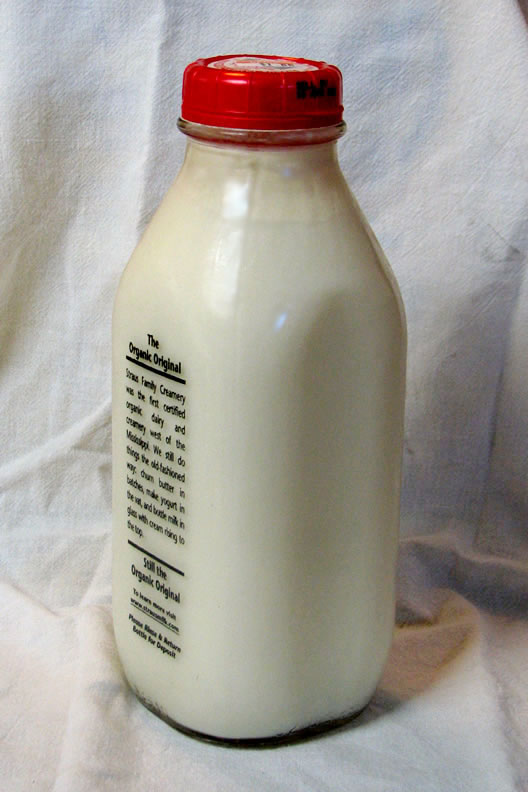
Usazená smetana v hrdle láhve mléka

Smetana je mléčný výrobek, jedná se o nejtučnější část mléka, která se usazuje na jeho povrchu.
Smetana se získává sbíráním nebo odstřeďováním a v obchodě se prodává sladká nebo kysaná (v řadě jazyků se původně ruský výraz smetana užívá právě pro zakysanou smetanu.) Obsahuje nejméně 10 % tuku.
Smetana, která má alespoň 30 % tuku, se nazývá smetana ke šlehání a slouží k výrobě šlehačky. Podmnožinou je smetana vysokotučná s nejméně 35 % tuku.
Jiné právní řády než české mohou smetanu a její druhy definovat jiným způsobem.